# バリアート

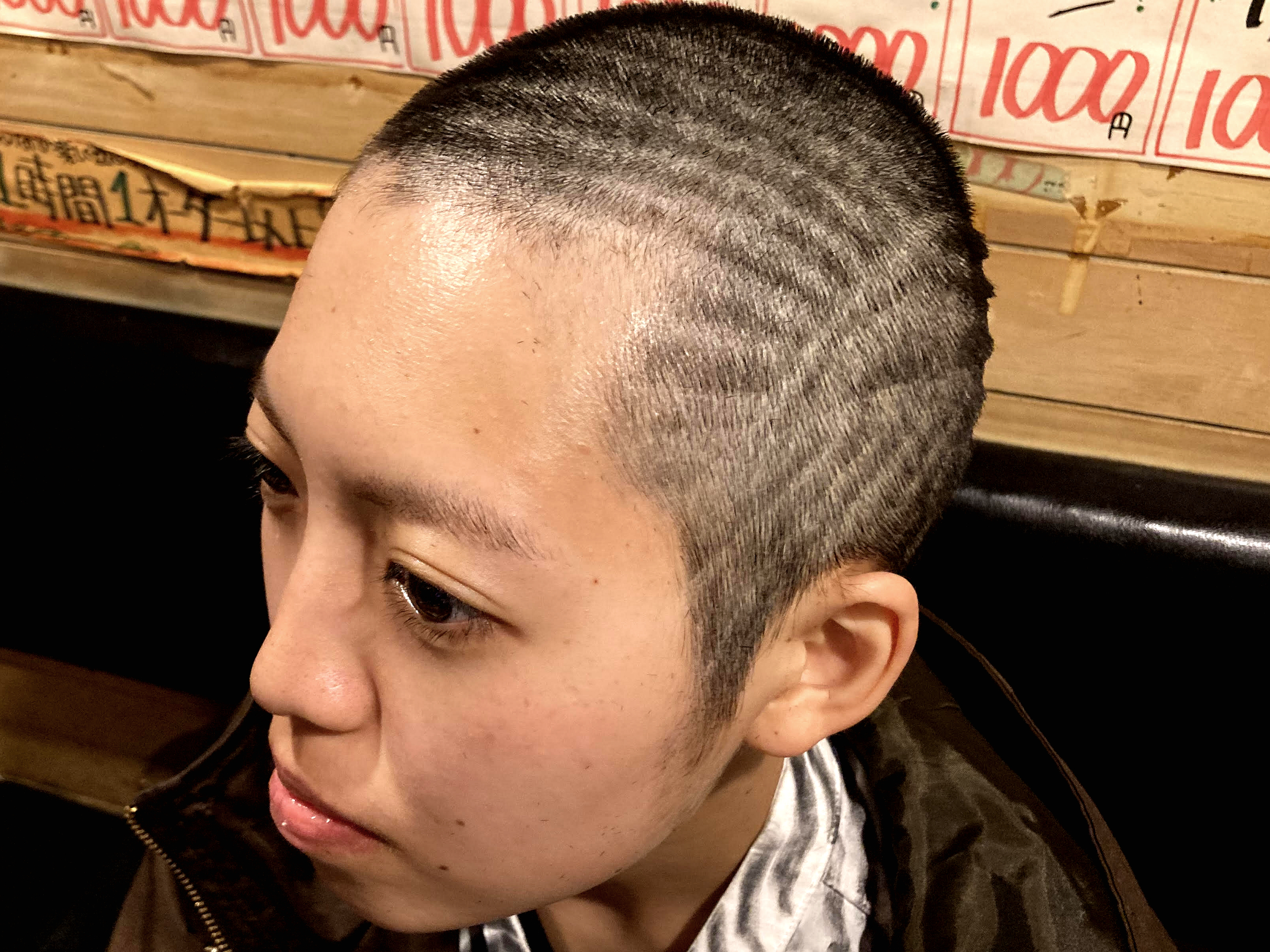
バリアートを施した女性の頭部

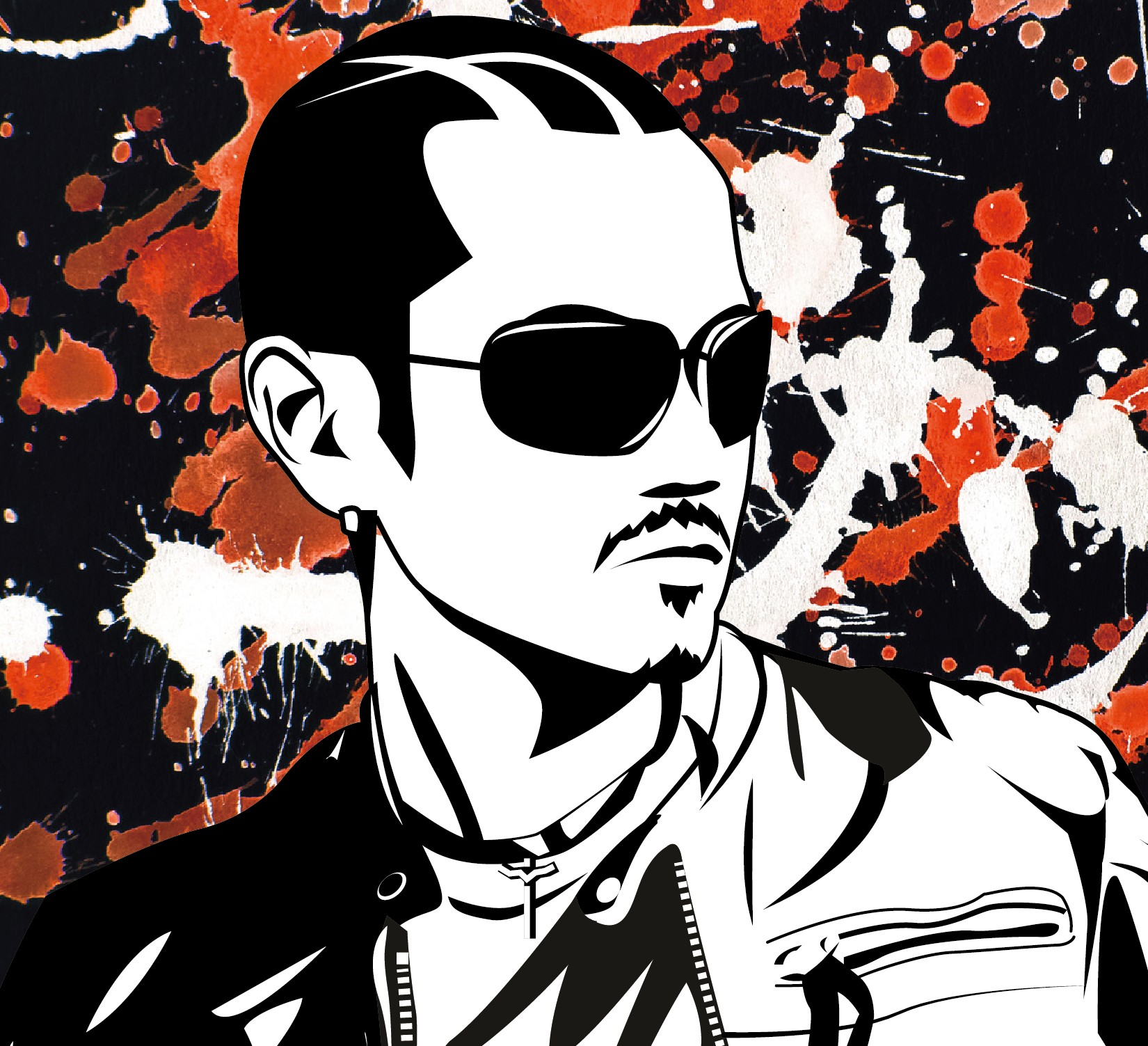
ATSUSHI（EXILE）-バリアートの一例

バリアートは、バリカンやカミソリでラインアートを描く理容師の精巧な技術を必要とするヘアスタイルである。

ボウズアートやラインアート、ヘアタトゥとも呼ばれる。

## 概要
坊主頭に剃り込みを入れるのが主な特徴ではあるが、近年ではそれ以外にブロックを入れてそこに模様を入れたり、カラーを入れたりするなど日々試行錯誤が行われている。
また、特殊な髪型であるため一般的な美容室では施術できない場合があり、ある程度下調べをしてから店舗に赴く必要がある。

しかしながら、個人差はあるが基本的に2週間ほどで髪の毛が伸びてしまい模様がわかりづらくなってしまう。

1mm以下でも同様に模様が目立ちづらい。

## 流行
2000年代に日本のダンス&ボーカルユニットEXILEのヴォーカルATSUSHIが坊主頭に剃り込みを入れ、様々な模様を入れる髪型をしたのが流行のきっかけと言われている。

その後は坊主だけでなく、剃り込みを入れるサイドだけを短くしてバリアートを入れる髪型が流行した。そのほかにも、一部にカラーを入れたり、キャラクターを描いたりなど、様々なアプローチがみられる。

## 種類
厳密な分け方はできないが、いくつかの種類がある。また、組み合わせてたりもされている。

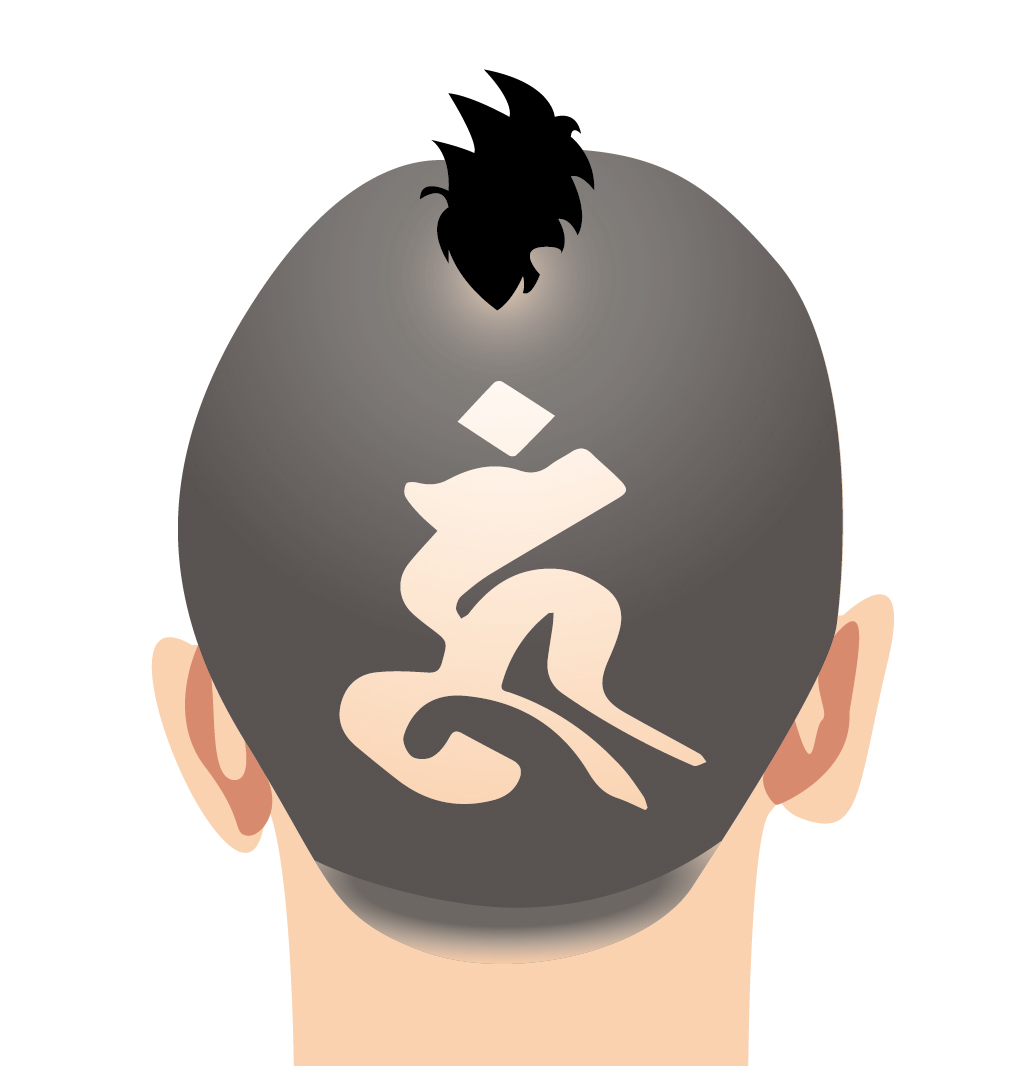
文字 模様ではなく文字を彫り込む。
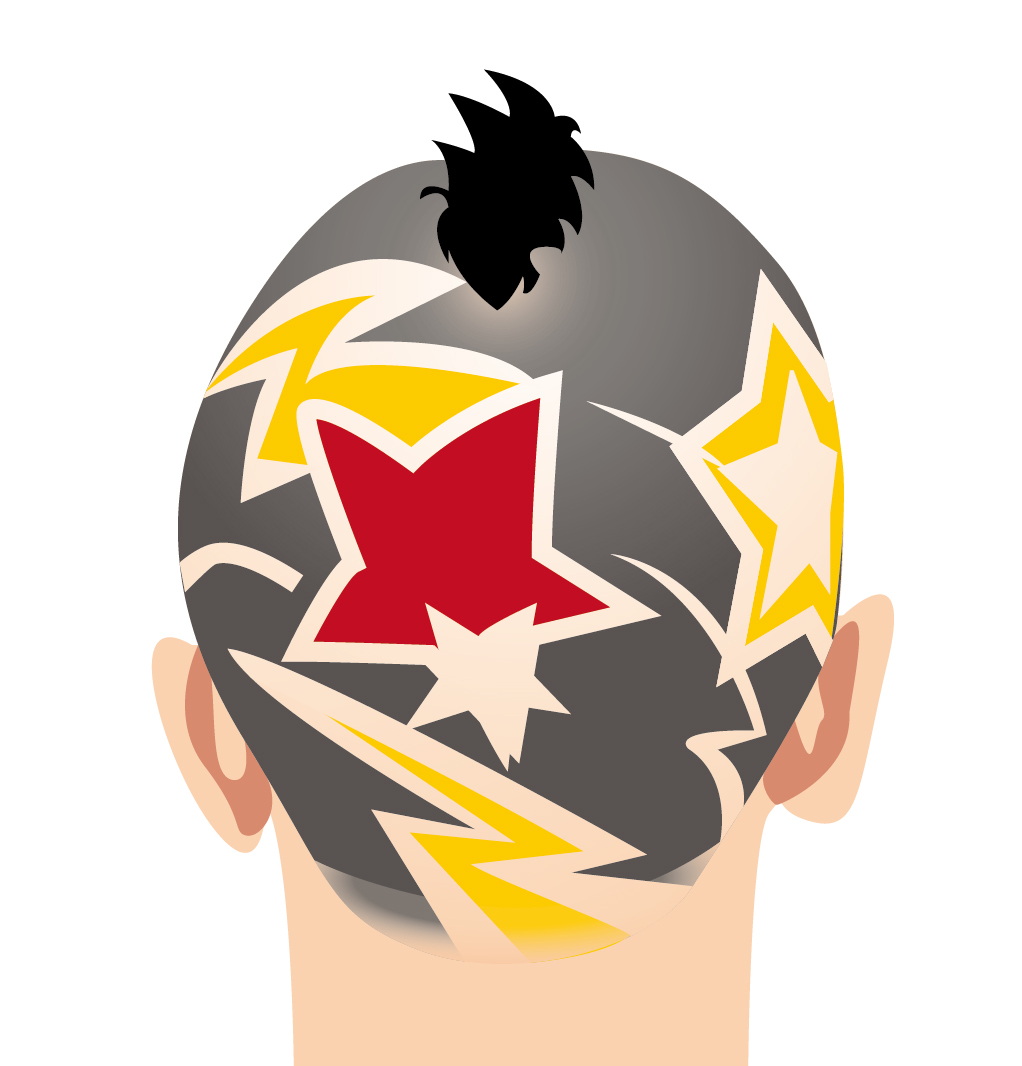
カラー 剃り込んで残った髪の毛に色を入れる。非常に目立つ髪型になる。
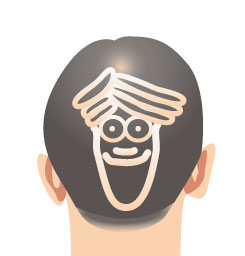
キャラクター入り 頭にキャラクターを剃り込む。カラーを入れたりして表現に富んでいる。